# Lutte aux Jeux méditerranéens de 2009
Navigation
Édition précédente Édition suivante
Les compétitions de lutte des Jeux méditerranéens de 2009 se sont déroulées à Pescara, du 26 juin au 29 juin 2009.

## Épreuves au programme
| ● | Compétitions | ● | Finale |

|              | Juin-Juillet |    |    |    |    |    |    |    |    |    |
|              | 26           | 27 | 28 | 29 | 30 | 01 | 02 | 03 | 04 | 05 |
| Compétitions | ●            | ●  | ●  | ●  |    |    |    |    |    |    |

## Résultats

### Hommes
| Épreuves            | Or                  | Argent                  | Bronze                                     |
| Lutte gréco-romaine |                     |                         |                                            |
| moins de 55 kg      | Kristijan Fris      | Mostafa Mohamed         | Grigorios Anastasiadis Erhan Karakus       |
| moins de 60 kg      | Davor Stefanek      | Sayed Hamed             | Paolo Fucile Soner Sucu                    |
| moins de 66 kg      | Gievgkeni Pentorets | Aleksandar Maksimovic   | Moustafa Alnakdali Abdullah Coskun         |
| moins de 74 kg      | Seref Tufenk        | Christophe Guenot       | Ioannis Spyridakis Neven Zugaj             |
| moins de 84 kg      | Nenad Zugaj         | Andrea Minguzzi         | Akif Canbas Melonin Noumonvi               |
| moins de 96 kg      | Serkan Ozden        | Theodoros Tounousidis   | Vladimir Radosaulevic Beniamino Scibilia   |
| moins de 120 kg     | Riza Kayaalp        | Panagiotis Papadopoulos | Rocco Daniele Ficara Radomir Petkovic      |
| Lutte libre         |                     |                         |                                            |
| moins de 55 kg      | Sezar Akgül         | Firas Alalli Alrifai    | Hamza Fatah Federico Manea                 |
| moins de 60 kg      | Hassan Ibrahim      | Mustafa Kartal          | Ghazwan Lazkani Agustin Sanchez Parra      |
| moins de 66 kg      | Muhammet Ilkkan     | Mazen Kdmanie           | Mohamed Ali Ben Ayech Anastasios Akritidis |
| moins de 84 kg      | Ali Imamoglu        | Said Itaev              | Javier Ramos Blasco Theodosios Pavlidis    |
| moins de 96 kg      | Saleh Emara         | Raja Al-Karrad          | Orestis Leonidis Kemal Tajic               |
| moins de 120 kg     | Fatih Çakıroğlu     | Ioannis Arzoumanidis    | Francesco Miano Petta Radomir Petkovic     |

### Femmes
| Épreuves       | Or                   | Argent             | Bronze                                    |
| Lutte libre    |                      |                    |                                           |
| moins de 48 kg | Naziha Hamza         | Sara Sanchez Parra | Silvia Felice Mélanie Lesaffre            |
| moins de 51 kg | Francine De Paola    | Dilek Atakol       | Aurélie Basset Hedia Trabelsi             |
| moins de 55 kg | Karima Sanchez Ramis | Marwa Amri         | Panagiota Antonopoulou Valentina Minguzzi |
| moins de 59 kg | Sabrina Esposito     | Meryem Selloum     | Evangeli Chrysi Aurora Fajardo Prieto     |